# Daniel E. Sutherland
Daniel E. Sutherland (* 1946) ist ein US-amerikanischer Historiker. Sein Forschungsschwerpunkt liegt auf der Sozial- und Kulturgeschichte der Vereinigten Staaten des 19. Jahrhunderts sowie auf geschichtlichen Betrachtungen des Sezessionskrieges und der Reconstruction. Des Weiteren beschäftigt er sich mit britischer Geschichte und Militärgeschichte.

## Leben
Sutherland studierte an der Wayne State University und erhielt dort im Juni 1968 einen Bachelor of Science. Von 1968 bis 1970 kam es zu einer Unterbrechung seines Studiums, als er in der United States Navy diente. Daneben gehörte er von 1964 bis 1972 der United States Navy Reserve an. Nach seinem Ausscheiden aus dem aktiven Dienst setzte er sein Studium an der Wayne State University fort und erhielt im März 1973 einen Master of Arts. Im Juni 1974 erfolgte dort seine Promotion zum Ph.D. Von 1976 bis 1977 war er Adjunct Assistant Professor an der Wayne State University und am Mercy College of Detroit. Daneben war er im Sommer 1976 Visiting Assistant Professor an der University of Alabama. Danach lehrte er von 1977 bis 1989 an der McNeese State University, zuerst von 1977 bis 1983 als Assistant Professor, dann von 1983 bis 1986 als Associate Professor und schließlich von 1986 bis 1989 als Professor. Daneben fungierte er von 1983 bis 1989 als Leiter des Department of History. 1989 wechselte er an die University of Arkansas. Hier lehrte er von 1989 bis 1991 als Associate Professor, von 1991 bis 2011 als Professor und seit 2011 als Distinguished Professor. Von 1992 bis 1998 war er Vorsitzender des dortigen Department of History. 
Sutherland ist Mitglied der Historical Society, der Southern Historical Association, der Society of Civil War Historians, der Society for Military History, der College Art Association, der Nineteenth Century Studies Association, der Association of Historians of Nineteenth-Century Art, der Association of Historians of American Art, der British and American Nineteenth-Century Historians, der St. George Tucker Society und der Arkansas Historical Association.
Sein Buch The Confederate Carpetbaggers war für den Pulitzer-Preis nominiert. Gleiches gilt für sein Buch Seasons of War, welches daneben ebenfalls für den Lincoln-Preis nominiert war und 1996 den Douglas Southall Freeman History Award des Military Order of the Stars and Bars erhielt. Sein Buch A Savage Conflict erhielt 2009 den Jefferson Davis Award des American Civil War Museum, sowie 2010 den Distinguished Book Award der Society for Military History und den von der Watson-Brown Foundation zusammen mit der Society of Civil War Historians verliehenen Tom Watson Brown Book Award.

## Veröffentlichungen (Auswahl)
- Daniel E. Sutherland: Americans and Their Servants: Domestic Service in the United States, 1800-1920 (1981, Baton Rouge: Louisiana State University Press)
- Daniel E. Sutherland: The Confederate Carpetbaggers (1988, Baton Rouge: Louisiana State University Press)
- Daniel E. Sutherland: The Expansion of Everyday Life, 1860-1876 (1989, New York: Harper & Row)
- Daniel E. Sutherland [Hrsg.]: Reminiscences of a Private: William E. Bevins of the First Arkansas Infantry (1992, Fayetteville: University of Arkansas Press)
- Daniel E. Sutherland: Seasons of War: The Ordeal of a Confederate Community, 1861-65 (1995, New York: Free Press)
- Daniel E. Sutherland [Hrsg.]: A Very Violent Rebel: The Civil War Diary of Ellen Renshaw House (1996, Knoxville: University of Tennessee Press)
- Daniel E. Sutherland: The Emergence of Total War (1996, Fort Worth: Ryan Place)
- Daniel E. Sutherland: Fredericksburg and Chancellorsville: The Dare Mark Campaign (1998, Lincoln: University of Nebraska Press)
- Daniel E. Sutherland [Hrsg.]: Guerrillas, Unionists, and Violence on the Confederate Home Front (1999, Fayetteville: University of Arkansas Press)
- Anne J. Bailey, Daniel E. Sutherland [Hrsg.]: Civil War Arkansas: Beyond Battles and Leaders (2000, Fayetteville: University of Arkansas Press)
- Michael Fellman, Lesley Jill Gordon, Daniel E. Sutherland: This Terrible War: The Civil War and Its Aftermath (2002, New York: Longman)
- Daniel Leib Ambrose, Daniel E. Sutherland [Hrsg.]: From Shiloh to Savannah: The Seventh Illinois Infantry in the Civil War (2003, DeKalb: Northern Illinois University Press)
- Daniel E. Sutherland: A Savage Conflict: The Decisive Role of Guerrillas in the American Civil War (2009, Chapel Hill: University of North Carolina Press)
- Daniel E. Sutherland: American Civil War Guerrillas: Changing the Rules Of Warfare (2013, Chicago: Praeger)
- Daniel E. Sutherland: Whistler: A Life for Art’s Sake (2014, London: Yale University Press)